# Nicolas Stettler
Nicolas Stettler (28 aprile 1996) è un calciatore svizzero, difensore del Wettswil-Bonstetten.

## Carriera
Cresciuto nel settore giovanile dello Zurigo, esordisce in prima squadra il 27 ottobre 2016, nella partita di Coppa Svizzera vinta per 2-1 contro il San Gallo. Il 22 giugno 2017 viene ceduto in prestito per una stagione al Winterthur.

## Statistiche

### Presenze e reti nei club
Statistiche aggiornate al 1º dicembre 2017.
| Stagione        | Squadra         | Campionato      | Campionato | Campionato | Coppe nazionali | Coppe nazionali | Coppe nazionali | Coppe continentali | Coppe continentali | Coppe continentali | Altre coppe | Altre coppe | Altre coppe | Totale | Totale | Totale |
| Stagione        | Squadra         | Comp            | Pres       | Reti       | Comp            | Pres            | Reti            | Comp               | Pres               | Reti               | Comp        | Pres        | Reti        | Pres   | Reti   |        |
| --------------- | --------------- | --------------- | ---------- | ---------- | --------------- | --------------- | --------------- | ------------------ | ------------------ | ------------------ | ----------- | ----------- | ----------- | ------ | ------ | ------ |
| 2016-2017       | Zurigo          | CL              | 12         | 0          | CS              | 1               | 0               | UEL                | 1                  | 0                  | -           | -           | -           | 14     | 0      |        |
| 2017-2018       | Winterthur      | CL              | 13         | 0          | CS              | 2               | 0               | -                  | -                  | -                  | -           | -           | -           | 15     | 0      |        |
| Totale carriera | Totale carriera | Totale carriera | 25         | 0          |                 | 3               | 0               |                    | 1                  | 0                  |             | -           | -           | 29     | 0      |        |

## Palmarès

### Club

#### Competizioni nazionali
- Challenge League: 1

Zurigo: 2016-2017